# کومبت‌لی (قارص)
کومبت‌لی (به ترکی استانبولی: Kümbetli، به ارمنی: Վլադիկարս) یک منطقهٔ مسکونی در ترکیه است که در قارص واقع شده‌است. کومبت‌لی ۱٬۵۷۸ نفر جمعیت دارد و ۱٬۷۶۰ متر بالاتر از سطح دریا واقع شده‌است.